# Maximilian Schachmann
Maximilian Schachmann   (Berlín, 9 de gener de 1994) és un ciclista alemany, professional des del 2012. Actualment corre a l'equip Bora-Hansgrohe.
Bon contrarellotgista, el 2015 i el 2016 guanyà la medalla d'argent als campionat del món sub-23 de l'especialitat per darrere de Mads Würtz Schmidt i de Marco Mathis respectivament.
En el seu palmarès també destaquen una victòria d'etapa al Giro d'Itàlia de 2018, el Campionat d'Alemanya en ruta de 2019 i la general de la París-Niça de 2020 i 2021.

## Palmarès en ruta
- 2015
  -  Medalla de plata al Campionat del món de contrarellotge sub-23
- 2016
  -  Medalla de plata al Campionat del món de contrarellotge sub-23
  -  Campió d'Alemanya en contrarellotge sub-23
  - 1r al Tour d'Alsàcia i vencedor d'una etapa
  - Vencedor d'una etapa al Giro de la Vall d'Aosta
- 2018
  -  Campió del món en contrarellotge per equips
  - Vencedor d'una etapa al Giro d'Itàlia
  - Vencedor d'una etapa de la Volta a Catalunya
  - Vencedor d'una etapa a la Volta a Alemanya
- 2019
  -  Campió d'Alemanya en ruta
  - 1r al Gran Premi de la Indústria i l'Artesanat de Larciano
  - Vencedor d'una etapa de la Volta a Catalunya
  - Vencedor de 3 etapes a la Volta al País Basc
- 2020
  - 1r a la París-Niça i vencedor d'una etapa
- 2021
  -  Campió d'Alemanya en ruta
  - 1r a la París-Niça
- 2023
  - Vencedor d'una etapa al Sibiu Cycling Tour
- 2025
  -  Campió d'Alemanya en contrarellotge
  - Vencedor d'una etapa a la Volta al País Basc

### Resultats al Giro d'Itàlia
- 2018. 31è de la classificació general. Vencedor d'una etapa
- 2024. 45è de la classificació general.

### Resultats al Tour de França
- 2019. No presentat (14a etapa)
- 2020. 57è de la classificació general
- 2022. 46è de la classificació general
- 2025. 68è de la classificació general

### Resultats a la Volta a Espanya
- 2021. No surt a la 13a etapa